# 昂日维尔
昂日维尔（法語：Angeville，法語發音：[ɑ̃ʒvil]）是法国奥克西塔尼大区塔恩-加龙省的一个市镇，属于卡斯泰尔萨拉桑区。

## 地理
昂日维尔（44°0'0"N, 1°1'37"E）面积8.33 平方千米，位于法国奧克西塔尼大區塔恩-加龙省，该省份为法国西南部内陆省份，北起顺时针与洛特省、阿韦龙省、塔恩省、上加龙省、热尔省和洛特-加龙省接壤。
与昂日维尔接壤的市镇（或旧市镇、城区）包括：卡斯泰尔迈朗、科蒙、法若勒、加尔冈维拉、圣阿鲁梅。

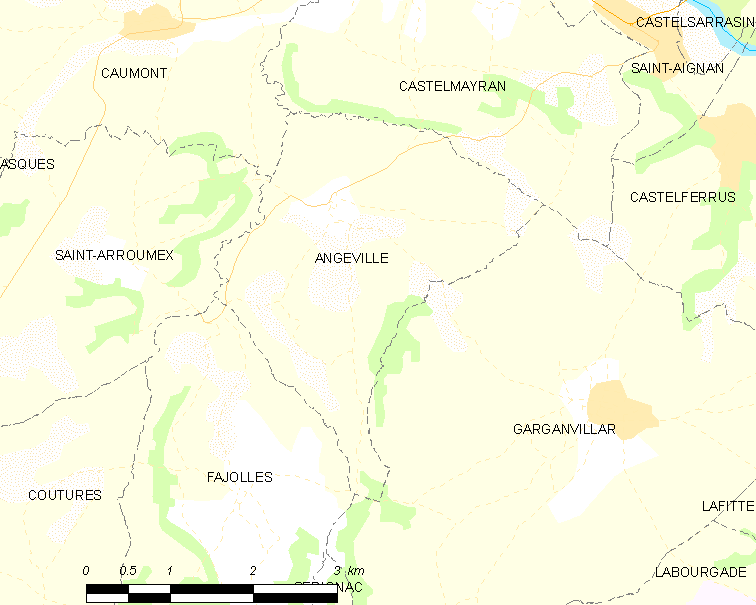
昂日维尔的OSM定位图

昂日维尔的时区为UTC+01:00、UTC+02:00（夏令时）。

## 行政
昂日维尔的邮政编码为82210，INSEE市镇编码为82003。

## 政治
昂日维尔所属的省级选区为博蒙德洛马涅县。

## 人口

1962-2008年间昂日维尔人口变化图示

昂日维尔于2022年1月1日时的人口数量为238人。